# エクサウィザーズ
株式会社エクサウィザーズ（英文社名：ExaWizards Inc.）は、東京都港区芝浦に本社を置く、人工知能を利活用する日本の情報企業。

## 概要
エクサウィザーズは2016年2月8日に設立され、人工知能の開発・実装、戦略立案などを事業展開する日本のスタートアップ企業。
AIアルゴリズムを開発・築成したAIプラットフォームの「exaBase」を中核として、企業の課題解決、高齢化や少子化などの社会課題解決に取り組む。ロボット向けのAI開発にも取り組んでおり、センサーやデータを活用した熟練技術者の技能継承を支援している。
AIソフトウェアをローコードで構築できる「exaBase Studio」を開発・提供しており、顧客自身でのサービス構築の支援のほか、自社における開発にも活用していく。2023年11月には第一生命での活用開始、24年11月にはAWSへのプライベートクラウド環境への対応を発表している。
2023年6月には、営業支援の株式会社スタジアムの完全子会社化を発表。AIプロダクトの拡販を実施し、コールセンターの対応品質の向上支援サービスを開発。
2023年10月には、生成AIプロダクトの開発・販売を手掛ける専門会社Exa Enterprise AIを設立。エクサウィザーズの大植択真常務取締役が代表取締役に就任した（兼務）。法人向けChatGPTの「exaBase 生成AI」は23年6月に有料提供を始め、24年9月末で6万ユーザーを超えている。
2024年2月には、健康・医療分野に特化したAIサービスを提供する 新会社「ExaMD」を設立。エクサウィザーズの羽間康至 執行役員が代表取締役に就任した（兼務）。
2024年8月には、デロイト トーマツ ミック経済研究所による調査で、「exaBase 生成AI」が 「法⼈向け⽣成AI導⼊ソリューションサービス市場動向 2024年度版」 において市場シェア1位を獲得した。

## 沿革
- 2016年（平成28年）2月8日 -  株式会社エクサインテリジェンスを設立[7]。春田真が代表取締役就任。
- 2017年（平成29年）10月1日 - 静岡大学発ベンチャーのデジタルセンセーション株式会社と合併し、株式会社エクサウィザーズに商号を変更[8][9]。石山洸が代表取締役就任。
- 2019年（令和元年）7月18日 - パーソルグループと資本業務提携[10]。
- 2021年（令和3年）
  - 3月22日 - アフラック生命と資本業務提携[11]。
  - 4月1日 - エグゼクティブ対象のDX推進ネットワーク「JEDIN」設立[12]。
  - 4月8日 - 世界で最も有望なAIスタートアップ100社に選出、CB Insightsによる調査「AI 100」[13]。
  - 4月28日 - エクスウェア株式会社を買収し子会社化する[14]
  - 6月2日 - ヤマシタと株式会社エクサホームケアを設立[15]
  - 8月23日 - 住友生命と資本業務提携[16]
  - 12月23日 - 東京証券取引所に上場[17]
- 2022年（令和4年）
  - 11月9日 - 統合報告書公開[18]。
  - 2022年11月16日 - 出光興産と資本業務提携[19]。
- 2023年（令和5年）
  - 4月1日 - 春田真が代表取締役就任[20]。
  - 5月30日 - 日鉄ソリューションズと業務提携[21]。
  - 6月30日 - 株式会社スタジアムを完全子会社に[22]。
  - 8月10日 - 宝印刷とIRアシスタントで提携[23]。
  - 9月26日 - みずほ信託銀行とIRアシスタントで提携[24]。
  - 10月2日 - 生成AIの100％子会社Exa Enterprise AI設立[25]。

- 2024年（令和6年）
  - 2月1日 - 健康・医療分野のAIプロダクトサービスを手がける新会社「ExaMD」設立[26]。
  - 3月18日 - 本社を芝浦に移転し、グループ会社拠点を統合[27]。
  - 8月13日 - 「exaBase 生成AI」が市場シェア1位を獲得[28]。
  - 8月27日 - 東北電力とAIサービスの事業創出に向けた提携を発表[29]。
  - 11月1日 - 新潟日報社がエクサウィザーズと協業し、新潟日報生成AI研究所を設立[30]。
  - 12月1日 - 写真AIのVisionWizを、保育ICT大手のコドモンに譲渡[31]。

## サービス
exaBase
- exaBase Studio [32]

生成AIプロダクト
- exaBase 生成AI[33]
- exaBase 生成AI for 自治体[34]
- exaBase IRアシスタント[35]
- exaBase ロープレ[36]
- exaBase 面談要約[37]

ソーシャル AIプロダクト
- CareWiz トルト [38]

DX AIプロダクト
- exaBase DXアセスメント＆ラーニング [39]
- exaBase FAQ [40]
- exaBase 企業検索  [41]

## 主要顧客事例
- 第一三共 [42]
- イオン [43]
- 村田製作所 [44]
- JR東日本 [45]
- 第一生命保険 [46]
- テレビ東京 [47]
- 関西電力 [48]
- 中国電力 [49]
- サッポロホールディングス [50]
- 日本製鉄 [51]
- NTTデータ [52]
- スギ薬局 [53]
- ヤマト運輸 [54]
- アステラス製薬 [55]
- 住友生命 [56]
- アフラック生命 [57]
- 住友ファーマ[58]